# Libanotis schrenkiana
Libanotis schrenkiana là một loài thực vật có hoa trong họ Hoa tán. Loài này được C.A. Mey. ex Schischk. mô tả khoa học đầu tiên năm 1950.